# Domingo Díaz Martínez
Domingo Díaz Martínez (ur. 4 sierpnia 1948 w Bravo) – meksykański duchowny rzymskokatolicki, w latach 2008-2024 arcybiskup Tulancingo.

## Życiorys
Święcenia kapłańskie przyjął 29 czerwca 1977 i został inkardynowany do diecezji Querétaro. Był m.in.koordynatorem duszpasterstwa powołań i duszpasterstwa społecznego, zaś w latach 1992-2001 był rektorem miejscowego seminarium.
23 marca 2002 został mianowany przez papieża Jana Pawła II biskupem Tuxpan. Sakry biskupiej udzielił mu 1 maja tegoż roku ówczesny biskup Querétaro, Mario de Gasperín Gasperín.
4 czerwca 2008 otrzymał nominację na arcybiskupa Tulancingo. 31 lipca 2008 kanonicznie objął urząd.
3 lipca 2024 papież Franciszek przyjął jego rezygnację z urzędu arcybiskupa Tulacingo złożoną ze względu na wiek. 